# Annales de l'Institut Fourier
Pour les articles homonymes, voir Annales (homonymie).
Les Annales de l'Institut Fourier sont une revue de recherche mathématique française. La revue a été fondée en 1949. Elle publie des articles originaux en français et en anglais regroupés en un volume annuel publié en sept fascicules.